# Agusan del Sur
Agusan del Sur (Tiếng Filipino: Timog Agusan) là một tỉnh không giáp biển của Philippines thuộc vùng Caraga tại Mindanao. Thủ phủ là Prosperidad. Theo chiều kim đồng hồ từ phía bắc, tỉnh giáp vớicác tỉnh là Agusan del Norte, Surigao del Sur, Davao Oriental, Compostela Valley, Davao del Norte, Bukidnon, và Misamis Oriental.
Cái tên Agusan có nguồn gốc từ các ngôn ngữ bản địa, "agasan" nghĩa là "nơi có nước chảy", liên quan đến con sông lớn tách đôi vùng đất và uốn khúc từ bắc đến nam dài 250 km, đó là sông Agusan, con sông dài thứ 3 ở Philippines.

## Địa lý
Năm 1976, diện tích của tỉnh là 8.568 km² và là tỉnh lớn thứ 7 trong cả nước. Sau các tranh chấp về ranh giới với Davao del Norte, tỉnh hiện có diện tích là 8.966 km². 4 đô thị tự trị lớn nhất là Esperanza, La Paz, Loreto, San Luis chiếm 60% diện tích cả tỉnh, còn Santa Josefa và Talacogon có diện tích nhỏ nhất.
Rừng chiếm 76% diện tích (6.827,5 km²) của Agusan del Sur. Tuy nhiên, những người dân và các thế lực kinh tế sẵn sàng lấn chiếm đất rừng. Qua nhiều năm, tài nguyên rừng của tỉnh bị mất đi khá nhiều do các hoạt động của con người.
Agusan del Sur là một lòng chảo trải dài cùng với các dãy núi ở phía đông và phía tây tạo nên một thung lũng. Sông Agusan chảy qua tỉnh Thung lũng Compostela ở phía nam đến Agusan del Sur ở phía bắc, hầu hết đều chảy chính giữa thung lũng. Nửa phía nam của tỉnh từ Veruela trở đi có nhiều hồ và đầm lầy, hồ lớn nhất là hồ Talacogon
Vị trí của tỉnh nằm ở bên dưới vành đai bão nhưng thường phải chịu ảnh hưởng của sự hình thành bão tại Visayas và tỉnh Surigao del Norte. Mưa nhiều nhất từ tháng 12 đến tháng 1, không có tháng nào khô hanh.Trung bình lượng mưa hàng tháng là 355mm và nhiệt độ trung bình là 27,15˚C. Tỉnh rất gần với bờ biển cực đông của Philippines nên cũng là một trong những tính đón bình minh sớm nhất.

## Lịch sử
Thung lũng Agusan vốn đã được định cư bởi nhiều cộng đồng có văn hoá khác nhau như: Manobo, Mamanwas và Higaonon. Các khai quật khảo cổ ở vừng đồng bàng thấp của thung lũng đã có nhiều bằng chứng về mối quan hệ gần gũi giữa khu vực với các nước Đông Nam Á khác.
Công giáo La Mã bắt đầu truyền đến khu vực từ năm 1614. Tuy nhiên, công việc truyền giáo đã bị cản trở bởi sự chống đối của bộ tộc Manobo. Với ảnh hưởng từ thế lực của Vương quốc Hồi giáo Maguindanao vào giữa thế kỷ 17, người Manobo ở thung lũng Agusan đã liên minh với Vua Kudarat của vương quốc. Linao đã bị tấn công vài lần trong các năm 1629 và 1649. Tuy nhiên, những người truyền đạo đã tiếp tục truyền đạo và ở lại đây cho đến giữa thế kỷ 19.
Vào cuối thế kỷ 19, quân đội thực dân mất đi nhiều vùng lãnh thổ truyền giáo, gồm cả khu vực thượng Agusan. Công việc của các hội truyền giáo bị phá vỡ bởi Cuộc cách mạng Philippines với việc các thấy tu phải bỏ chạy hoặc bị bắt giữ bởi cách mạng.Trong thời kỳ người Mỹ chiếm đóng, những người nhập cư từ vùng Visayas đã đến định cư ở những khu vực được khai hoang, đẩy các cộng đồng bản địa sâu vào những vũng rừng núi.
Lãnh thổ của Agusan del Sur vốn được quản lý như là một phần của tỉnh Caraga suốt thời kỳ Tây Ban Nha chiếm đóng. Năm 1860, khu vực này có tên là comandancia of Butuan, một quận của tỉnh Surigao. Năm 1914, tỉnh Agusan được chính phủ Hoa Kỳ thành lập.
Trong Thế chiến II, Nhật Bản đã đưa quân vào tỉnh Agusan năm 1942 và chiếm đóng cho đến khi bị đánh bại bởi quân đội Hoa Kỳ và lực lượng Thịnh vượng chung Philippines
Tỉnh Agusan del Sur ra đời vào ngày 17/06/1967 với việc chia tỉnh Agusan thành Agusan del Norte và Agusan del Sur

## Nhân khẩu
Theo thống kê năm 2000, tổng dân số của tỉnh là 559.294 người, tăng 44.558 người hay 7,96% so với năm 1995. Tỷ lệ tăng dân số bình quân hàng năm là 1,79%. Tỉnh có 103.637 hộ gia đình với trung bình 5,39 người/hộ. Mật độ dân số là 62 người/km², tỷ lệ giới tính giữa nam và nữ là 107:100
Dân cư chủ yếu theo Công giáo La Mã (79%). Còn lại chủ yếu là các giáo phái Tin Lành
Năm nhóm bộ tộc chính trong tỉnh là: Aeta, Mamanwa, Bagobo, Higaonon và Manonbo. Người Manobo sinh sống dọc theo các tuyến đường quốc lộ và các thị trấn ven sông gần ranh giới với tỉnh Thung lũng Compostela. Người Higaonon sống chủ yếu ở phía tây sông Agusan, thường là ở Esperanza gần ranh giới với tỉnh Bukidnon
Dân cư Agusan del Sur chủ yếu là người nhập cư từ vùng Visayas. Nhiều cuộc hôn nhân đã diễn ra giữa những người nhập cư và bản địa.

## Kinh tế
Theo số liệu năm 1995, 75% lao động làm việc trong lĩnh vực nông lâm nghiệp. Một vài học viện, gồm cả các trường đại học đã tăng thêm giáo dục, đào tạo chất lượng cao và đào tạo tiếng Anh. Tỉnh cũng không lạc hậu trong phát triển công nghệ với một số cơ sở giáo dục được thành lập tăng thêm kỹ năng trong cuộc chạy đua phát triển công nghệ thông tin.
Lúa gạo chiếm lĩnh diện tích đất trồng trọt lớn nhất, với 243,85 km², diện tích được tưới tiêu có thể cho năng suất 4,1 tấn/ha. Sản phẩm lúa gạo của tỉnh ước tính có thể nuôi sống 1 triệu người, vượt xa so với dân số hiện nay. Các cánh đồng ngô có diện tích 255,25 km² với tổng sản lượng 55.767 tấn năm 2000, có thể nuôi sống 2 triệu người. Chuối được trồng trên diện tích 127,45 km² và có thể bắt gặp ở mọi nơi nhưng thường là theo lối truyền thống. Cọ dầu có diện tích gieo trồng là 118 km² nằm trong dự án hợp tác giữa hai nước Malaysia và Philippines. Dừa được trồng phổ biến và có diện tích là 393,36 km²

## Hành chính
Tỉnh có 14 đô thị tự trị
| - Bunawan - Esperanza - La Paz - Loreto - Prosperidad - Rosario - San Francisco | - San Luis - Santa Josefa - Sibagat - Talacogon - Trento - Veruela |